# Frederick Roberts
Frederick Sleigh Roberts (později povýšený na hraběte – Earl Roberts – a vikomta – Viscount St Pierre; 30. září 1832, Kánpur – 14. listopadu 1914, Saint-Omer) byl britský vojevůdce, který dosáhl hodnosti polního maršála a byl jedním z nejúspěšnějších britských vojenských velitelů své doby.
Roberts se narodil v Indii v anglo-irské rodině, vstoupil do armády Východoindické společnosti a sloužil jako mladý důstojník během indického povstání, kdy získal Viktoriin kříž za statečnost. Poté byl převelen do britské armády a bojoval v expedici do Habeše a druhé anglo-afghánské válce, ve které za své činy získal slávu a známost. Dále pokračoval v kariéře jako vrchní velitel v Indii a později vedl britské síly k úspěchu ve druhé búrské válce. Stal se také posledním britským vrchním velitelem armády (Commander-in-Chief of the Forces) před zrušením této funkce v roce 1904.
Roberts byl muž malé postavy a jeho vojáci i širší britská veřejnost ho znali a ctili pod přezdívkou „Bobs“. Byl symbolem britské armády a k stáru se v letech před první světovou válkou stal vlivným zastáncem teze, že Německá říše pro Británii představuje rostoucí hrozbu. Vedle Winstona Churchilla byl jediným člověkem mimo okruh panovnické rodiny, jemuž se ve 20. století při státním pohřbu dostalo cti, že jeho rakev byla před pohřbem vystavena v síni Westminster Hall ve Westminsterském paláci.